# Rivière à l'Eau Claire
Rivière à l'Eau Claire är ett vattendrag i Kanada.   Det ligger i provinsen Québec, i den sydöstra delen av landet, 230 km nordost om huvudstaden Ottawa.
I omgivningarna runt Rivière à l'Eau Claire växer i huvudsak blandskog. Runt Rivière à l'Eau Claire är det glesbefolkat, med 16 invånare per kvadratkilometer.